# ۲۴۶ (میلادی)
۲۴۶ (میلادی) دویست و چهل و ششمین سال تقویم میلادی است.

## درگذشتگان
‎